# 星斗山国家级自然保护区
30°08′27″N 109°00′01″E / 30.14092°N 109.000228°E
星斗山国家级自然保护区位于中国湖北省恩施市，总面积68,339公顷，主峰星斗山海拔1,751.2米。 属热带大陆性季风气候，年平均气温12°C。